# ミハイル・ヤンゲリ
ミハイル・クジミチ・ヤンゲリ（ロシア語: Михаи́л Кузьми́ч Я́нгель, ラテン文字転写: Mikhail Kuz'mich Yangel', 1911年10月25日 - 1971年10月25日）は、ソビエト連邦のミサイル設計者。

## 生涯
1937年にモスクワ航空大学を卒業し、航空技術者として仕事を始め、ニコライ・ポリカルポフ、アルチョーム・ミコヤン等の航空機設計者と一緒に仕事を行った。
その後、弾道ミサイルの分野に転向し誘導システムの研究に携わった。セルゲイ・コロリョフの共同経営者として、ウクライナのドニプロペトロウシクにロケット推進センターを設立した。ヤンゲリの施設は大陸間弾道ミサイルの大量製造と改良を行い、この分野ではヤンゲリは貯蔵可能なハイパーゴリック推進剤のパイオニアだった。ヤンゲリの事務所はR-12、R-16、R-36等を開発した。これらの打上げ機は、コスモス、ツィクロン、ドニエプルとして、2010年代に入っても使われている。ヤンゲリはR-16の開発中、1960年に発生したニェジェーリンの大惨事では、タバコを吸うため現場から離れており、難を逃れた。
1960年にレーニン賞、1967年にソビエト連邦国家賞を受章した。またレーニン勲章、十月革命勲章等の多くのメダルも受章している。ヤンゲリは1971年、60歳の時にモスクワで没した。
以下の地名には、ヤンゲリの名にちなんだ名前が付けられている。
- モスクワ近郊チェルタノヴォ（英語版）の通り
- モスクワ地下鉄セルプホーフスコ＝チミリャーゼフスカヤ線のウーリツァ・アカデミカ・ヤンゲリャ駅（英語版）
- キエフの通り
- バイコヌールの2つの大通りの1つ（もう1つの大通りは、最大のライバルのセルゲイ・コロリョフにちなんでいる）
- 月のクレーターヤンゲリ（英語版）

ソビエト連邦の天文学者リュドミーラ・ジュラヴリョーワが1978年に発見した小惑星番号3039番の小惑星ヤンゲリは、彼の名前にちなんでいる。